# Oxandrolone
Oxandrolone, được bán dưới tên thương hiệu Oxandrin và Anavar, trong số những loại khác, là một loại thuốc androgen và đồng hóa steroid (AAS) được sử dụng để giúp thúc đẩy tăng cân trong các tình huống khác nhau, để giúp bù đắp quá trình dị hóa protein gây ra bởi liệu pháp corticosteroid dài hạn, hỗ trợ phục hồi sau khi bị bỏng nặng, điều trị đau xương liên quan đến loãng xương, hỗ trợ sự phát triển của các bé gái mắc hội chứng Turner và các chỉ định khác. Nó được uống bằng miệng.
Tác dụng phụ của oxandrolone bao gồm các triệu chứng nam tính như mụn trứng cá, tăng trưởng tóc, thay đổi giọng nói và tăng ham muốn tình dục. Thuốc là một steroid tổng hợp androgen và đồng hóa, do đó là một chất chủ vận của thụ thể androgen (AR), mục tiêu sinh học của androgen như testosterone và dihydrotestosterone. Nó có tác dụng đồng hóa mạnh và tác dụng androgen yếu, điều này mang lại cho nó một tác dụng phụ nhẹ và làm cho nó đặc biệt thích hợp để sử dụng ở phụ nữ.
Oxandrolone được mô tả lần đầu tiên vào năm 1962 và được giới thiệu sử dụng trong y tế vào năm 1964. Nó được sử dụng chủ yếu ở Hoa Kỳ. Ngoài công dụng y tế, oxandrolone còn được sử dụng để cải thiện vóc dáng và hiệu suất. Thuốc là một chất được kiểm soát ở nhiều quốc gia, vì vậy sử dụng phi y học nói chung là bất hợp pháp.

## Sử dụng trong y tế
Oxandrolone đã được nghiên cứu và quy định như là một điều trị cho một loạt các điều kiện. Nó được FDA phê chuẩn để điều trị đau xương liên quan đến loãng xương, giúp tăng cân sau phẫu thuật hoặc chấn thương thực thể, trong khi nhiễm trùng mãn tính, hoặc trong bối cảnh giảm cân không giải thích được, và chống lại tác dụng dị hóa của liệu pháp corticosteroid dài hạn. Tính đến  năm 2016, nó thường được kê đơn ngoài nhãn hiệu để nhanh chóng phục hồi sau khi bị bỏng nặng, hỗ trợ sự phát triển của các bé gái mắc hội chứng Turner và chống lại sự lãng phí do HIV/AIDS gây ra. Oxandrolone cải thiện cả kết quả ngắn hạn và dài hạn ở những người phục hồi sau khi bị bỏng nặng và được thiết lập tốt như một phương pháp điều trị an toàn cho chỉ định này. Nó cũng được sử dụng trong điều trị tầm vóc ngắn vô căn, thiếu máu, phù mạch di truyền, viêm gan do rượu và suy sinh dục.
Nghiên cứu y học đã thiết lập hiệu quả của oxandrolone trong việc hỗ trợ sự phát triển của các bé gái mắc hội chứng Turner. Mặc dù oxandrolone từ lâu đã được sử dụng để tăng tốc độ tăng trưởng ở trẻ em có tầm vóc ngắn vô căn, không có khả năng tăng chiều cao của người lớn, và trong một số trường hợp thậm chí có thể làm giảm nó. Do đó, Oxandrolone phần lớn đã được thay thế bằng hormone tăng trưởng cho việc sử dụng này. Trẻ em có tầm vóc ngắn vô căn hoặc hội chứng Turner được tiêm liều oxandrolone nhỏ hơn nhiều so với những người bị bỏng để giảm thiểu khả năng nhiễm virut và trưởng thành sớm.

## Sử dụng phi y tế
Nhiều người tập thể hình và vận động viên sử dụng oxandrolone cho các hiệu ứng xây dựng cơ bắp của nó. Nó đồng hóa hơn nhiều so với androgenic, vì vậy phụ nữ và những người tìm kiếm chế độ steroid ít mãnh liệt hơn thường sử dụng nó. Nhiều người cũng đánh giá độc tính gan thấp của oxandrolone so với hầu hết các AAS hoạt động bằng miệng khác.

## Chống chỉ định
Giống như các AAS khác, oxandrolone có thể làm nặng thêm chứng tăng calci huyết bằng cách tăng khả năng tái hấp thu xương. Khi dùng bởi phụ nữ mang thai, oxandrolone có thể có tác dụng ngoài ý muốn như nam tính hóa đối với thai nhi.